# Perityle dissecta
Perityle dissecta là một loài thực vật có hoa trong họ Cúc. Loài này được (Torr.) A.Gray mô tả khoa học đầu tiên năm 1884.